# Hischam
Hisham eller Hischam är ett arabiskt namn, och kan syfta på:
- Hisham ibn Abd al-Malik, umayadkalif i Damaskus 724-743
- Hisham I, son till Abd ar-Rahman I, umayadkalif i Cordoba 788-796
- Hisham II, son till al-Hakam II, umayadkalif i Cordoba 976-1013
- Hisham III, son till Abd ar-Rahman IV, den siste umayadkalifen i Cordoba 1027-31

- Ibn Hisham (död omkring 834), författare som skrev en biografi över profeten Mohammed